# Causse-de-la-Selle
Causse-de-la-Selle – miejscowość i gmina we Francji, w regionie Oksytania, w departamencie Hérault.
Według danych na rok 1990 gminę zamieszkiwały 194 osoby, a gęstość zaludnienia wynosiła 4 osoby/km² (wśród 1545 gmin Langwedocji-Roussillon Causse-de-la-Selle plasuje się na 715. miejscu pod względem liczby ludności, natomiast pod względem powierzchni na miejscu 65.).